# Pachnobia mixta
Pachnobia mixta är en fjärilsart som beskrevs av Walker 1856. Pachnobia mixta ingår i släktet Pachnobia och familjen nattflyn. Inga underarter finns listade i Catalogue of Life.